# 李·里格比謀殺案
李·里格比謀殺案，又稱2013年伍利奇襲擊事件，發生於伍爾維奇當地時間2013年5月22日下午2時20分左右，英國陸軍皇家近衛團軍樂隊鼓手李·里格比（英語：Lee Rigby）下班後途經倫敦東南伍利奇惠靈頓街時，被兩名襲擊者殺害。
里格比先被車輛撞倒，後被兩名襲擊者以刀及菜刀斬死。之後他們將屍體拖出馬路，待在原地直至警察到來。襲擊者向路人宣示，因為英國軍隊殺害穆斯林所以才殺死士兵報復。他們被警察射擊倒地，分別送往不同的醫院，病況嚴重。襲擊者都是尼日利亞裔英國穆斯林。他們是獨狼恐怖分子，不隸屬任何恐怖組織。
英國政治和宗教領袖，包括倫敦伊斯蘭社區譴責這次恐怖襲擊，世界各國也相繼譴責襲擊。

## 受害者

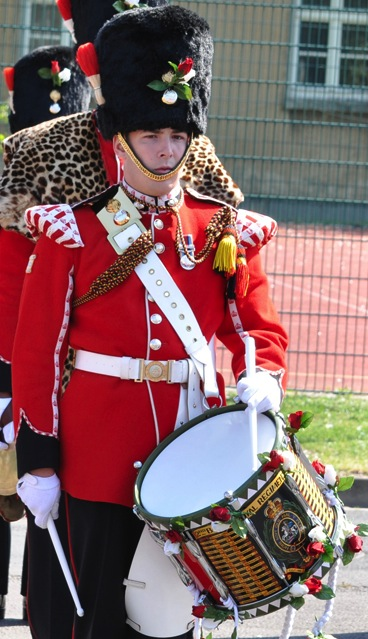
英國陸軍皇家近衛團第二營軍樂隊鼓手李·里格比

被殺的士兵李·里格比，是25歲的英國陸軍皇家近衛團第二營軍樂隊鼓手，來自大曼徹斯特米德爾頓，於倫敦塔當招聘人員和助理，曾經在塞浦路斯、德國和阿富汗服役。里格比有前妻和兩歲的兒子。

## 襲擊
英國警方於下午2時20分收到一宗關於惠靈頓街發生襲擊事件的求救電話，惠靈頓街接近伍爾維奇南部循環路一部約翰·威爾遜街交界，離里格比駐守的皇家砲兵營有300至400米遠。李·里格比當時下班，據報身穿印有「英雄救援」字樣的T恤。相信他被一輛沃克斯豪爾車蓄意撞倒，並被兩名襲擊者用刀和菜刀亂刀斬死，而且襲擊者嘗試將屍體斬首。據稱其中一名襲擊者在襲擊後高呼「真主至大」。
襲擊後迅間，兩名女士趕到里格比身邊，嘗試保護他免被進一步的襲擊。英格麗·洛約-肯奈特是其中一名目擊者，她當時是短程巴士的搭客，以為面前發生的是普通車禍，立即下車意圖為里格比進行急救，她發現里格比已死，而且顯然死於謀殺，於是向襲擊者展開談話，問他想怎樣。一名襲擊者據聞如此回話：「今晚我們想在倫敦發動戰爭。」她回答：「你輸定了，你跟許多人對著幹。」她要求襲擊者交出武器，兩人拒絕。
據報一名襲擊者跳過屍體，向巴士上的乘客要求拍照，另一名襲擊者在現場宣告他們發動襲擊的理由：
「我們殺死這男人的唯一理由，是因為每一天都有穆斯林被英軍所殺，這英兵是其中一員，此乃以眼還眼，以牙還牙。真主在上，我們向全能真主起誓，我們不停戰鬥直至你離開我們。這樣我們才可以生活在伊斯蘭教法下的穆斯林土地。為什麼追趕我們和標籤我們做極端份子和殺害我們？很多人都是極端份子，你是其中一個。當你丟下炸彈，你以為只殺了目標一人卻將他一家人連根拔起。這就是現實。真主在上，如果我看到你的母親推著輪車，我會幫她上樓梯，這是我的天性。但我們只能跟從《可蘭經》〈懺悔〉（《可蘭經》第九章），通過很多，很多經文，《可蘭經》各篇說我們一定決戰他們如他們決戰我們，以眼還眼，以牙還牙。很抱歉今日讓那女士看到這一幕，但在我們的地方，婦女每日都見到同樣場面，你們永不會安全。推翻你們的政府吧，他們不關心你。你覺得我們開槍之際會捉到大衛·卡梅倫嗎？你覺得政治家會死嗎？不，死的是這平凡的傢伙，像你，和你的孩子。因此，攏脫他們吧，告訴他們把部隊撤回來，那麼我們……那麼你們都能生活在和平之中。離開我們的土地你們就能生活在和平之中。這就是我所說的。真主祝福穆罕默德以來的和平。」
襲擊者待在原地，備槍警察於下午2:34分抵達，兩名襲擊者舉槍和刀指向警察，警察連開八槍，八槍全中襲擊者。現場檢獲槍、刀和菜刀，受害者證實死亡。

### 嫌犯
嫌犯邁克爾·阿德博拉荷（英語：Michael Adebolajo），28歲、邁克爾·艾迪波瓦爾（英語：Michael Adebowale），22歲，是尼日利亞裔英國穆斯林，兩人任職保安。
邁克爾·阿德博拉荷生於蘭貝斯一個基督教家庭，他在格林威治大學研讀社會學。根據伊斯蘭教士安曾·喬杜里說，2003年英國當局取締伊斯蘭組織移民時，阿德博拉荷由基督教改信伊斯蘭教。阿德博拉荷已經長時間在激進伊斯蘭組織活動。阿德博拉荷的朋友阿布·努撒巴在BBC新聞之夜訪談中表示，軍情五處曾經接觸過阿德博拉荷，阿德博拉荷不滿他們追問「某個人」的相關資訊，軍情五處問阿德博拉荷是否願意替他們工作，阿德博拉荷拒絕了他們。阿布·努撒巴在BBC新聞之夜訪談後遭到逮捕。
邁克爾·艾迪波瓦爾生於尼日利亞，同樣在格林威治大學旁聽。他的父親信奉基督教，為感化官，而且也是尼日利亞高級委員會成員。另有一男一女因為合謀謀殺在5月23日遭到逮捕。
兩人於同年12月被定罪。

### 調查
調查人員表示他們搜查了六幢房屋：三間在南倫敦格林威治；一間在東倫敦羅姆福德；另一間在北倫敦林肯郡薩斯比。
投訴警方獨立監察委員會表示會調查警方在案發現場開火是否合理做法。

### 後續事件
倫敦警務處處長伯納·霍根-豪爵士在事件之後，譴責這次襲擊，並呼籲公眾冷靜和作出適當反應：「我們曾與會社區代表，以及今晚增加整個倫敦的額外值勤人員。我們的人員分配到社區之中。」倫敦警務處指揮官西蒙·諾斯福後來發表了一份聲明，上面寫著：「我理解這件事件引起社會的關注，我想重申我們正在調查今天發生的事件......我呼籲公眾保持冷靜，避免不必要的猜測。」
英國國家黨領袖尼克·格里芬發布了一系列的Twitter消息，指責「移民」的破壞，並呼籲支持者在伍爾維奇集會抗議，保衛英國聯盟響應動員，個別成員在伍爾維奇阿森納站抗議，向警察扔瓶。另外兩人在埃塞克斯和肯特的清真寺外示威被捕。
英國伊斯蘭協會的朱莉·西迪奇表示擔心英國右翼組織的行動，藉機伍爾維奇襲擊事件來分裂少數族裔和社區的關係。倫敦警察部署1200名額外警力，防範報復襲擊穆斯林社區。根據報告，反穆斯林的事件增加，包括塗鴉清真寺和布倫特里的企圖縱火事件。
英國國防部發表了一份聲明，表示迫切調查這一事件。因著襲擊事件，英國軍事團隊被告知不要在公共場所穿制服，雖然後來放寬了限制。
英國內政大臣文翠珊召開內閣緊急應急委員會，與會者有國防大臣夏文達，倫敦市長鮑里斯·約翰遜，倫敦警務處處長伯納·霍根-豪爵士，倫敦警務處副處長克瑞西達·迪克和其他不願透露姓名的情報機構成員。英國首相卡梅倫縮短訪問巴黎的行程主持第二次內閣緊急應急委員會會議。

## 反應

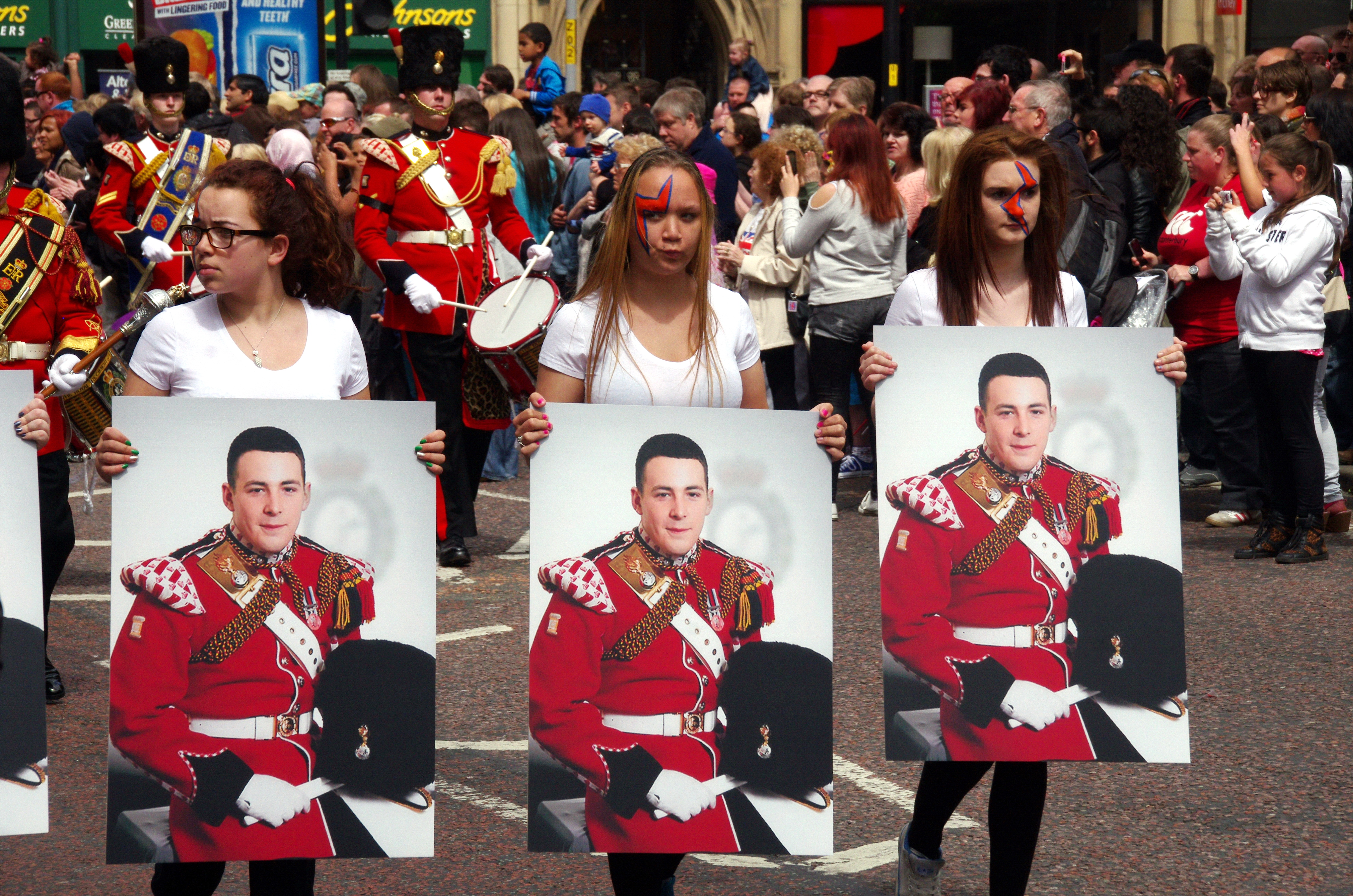
2013年6月2日曼徹斯特日遊行中，參加者舉起李·里格比照片紀念。

英女王伊莉莎白二世、多位政治領袖和宗教領袖都表示對事件的關注和困擾，並呼籲民眾保持冷靜。英國首相卡梅倫發表以下聲明：
「這個國家的立場絕對堅決反對極端和恐怖主義。這次動作是背叛伊斯蘭教和穆斯林社區對我們國家的眾多貢獻。我們將團結一致戰勝暴力極端主義。我們不會休息直到知道所有底蘊。襲擊者告訴英格麗·洛約-肯奈特，他們想在倫敦發動一場戰爭，她回答說：『你輸定了，你跟許多人對著幹。』她為我們所有人說話。」
許多穆斯林領袖譴責攻擊。英國穆斯林委員會助理秘書長謝赫易卜拉欣·莫加那呼應卡梅倫的聲明，他和坎特伯雷大主教賈斯汀·韋爾比基督教穆斯林合作論壇中發表一份聯合聲明。英國穆斯林委員會說襲擊：「跟伊斯蘭教不相乎，我們毫無保留地譴責這種行為。」齋月基金會負責人穆罕默德·沙菲克也譴責了這次襲擊。信仰組織希望不仇恨和政府支持反仇視伊斯蘭教的項目統籌主任「告訴媽媽」說：「我們作為穆斯林社區，將重點針對煽動仇恨的人。」
伊斯蘭教士安曾·喬杜里拒絕譴責攻擊，說明襲擊者：「指責卡梅倫、指責軍隊和當局，他說英國公眾應該做一些事情，因為他們沒有做錯什麼。使之有針對性的，原因非常明確，因是英國外交政策。」英國廣播公司的新聞之夜，喬杜里被記者質疑他使邁克爾·阿德博拉荷激進化，他否認任何責任，談到激進主義只是一種結束手段。伊瑪目和易卜拉欣學院主任沙姆斯·阿杜哈·穆罕默德，挑戰喬杜里之襲擊事件觀點和態度，沒有什麼穆斯林同意這些意見。他說喬杜里未能理解伊斯蘭教的整體主義性質。他還譴責攻擊，同時尋求適當的政治手段改變政府政策。
英國穆斯林公共事務委員會的阿斯加爾·布哈里說，英國政府和穆斯林社區的溝通失誤導致滋長極端主義。他批評英國政府參與伊拉克戰爭和阿富汗戰爭，「完全放棄任何政治手段與穆斯林世界溝通」，並說穆斯林組織「社區不教這些年輕、憤怒的男人如何用民主改變政策，結果毀了他們的人生」。他描述穆斯林領袖不願意改變，寧願側重於神學觀點，也不願教育其他方式來實現政治變革。
前安全部長和英國聯合情報委員會主席波林·內維爾-瓊斯女男爵，前陸軍司令理查德·肯普上校，怪責互聯網上仇恨言論。內維爾-瓊斯告訴BBC廣播4台節目《今日》：「仇恨言論和聖戰者的花言巧語來自互聯網......現在是一個非常，非常嚴重的問題。」
英國下議院議員喬治·加洛韋說，襲擊事件的理由是「站不住腳」。他批評英國對敘利亞反政府武裝的支持，指出類似的攻擊都可能隨時發生：「只要我們的國家參與充斥謀殺和混亂的穆斯林世界。」
國際媒體普遍表示憤慨和譴責襲擊。科威特的《阿阿比報》表示，行凶者已經「影響伊斯蘭教的形象」，而在約旦的《阿德斯加日報》強調，他們的行為已危及數千個穆斯林的生活。俄羅斯《勞動報》則指責英國移民政策接受過多「外來人口」的問題。
在中國和巴基斯坦，記者在報導中強調，英國軍事介入伊拉克和阿富汗是伊斯蘭世界不滿的因由，導致穆斯林青年的暴力行為。《尼日利亞衛報》說：「這種行為是不折不扣的野蠻衝動頭腦，把巨大的恥辱給他們的家人，朋友和廣大市民。」